# Chironomus nigritibia
Chironomus nigritibia is een muggensoort uit de familie van de dansmuggen (Chironomidae). De wetenschappelijke naam van de soort is voor het eerst geldig gepubliceerd in 1848 door Walker.